# 李妍慧
李妍慧（1976年7月10日—），台灣政治人物，曾任民主進步黨發言人、台灣團結聯盟中央執行委員以及新竹市議員。2002年以1469票成為新竹市最年輕的市議員。2004年立委選舉獲台聯提名參選不分區立委，但未當選。2005年以3484票連任新竹市議員。2007年台灣團結聯盟轉型，李與臺北市議員陳建銘召開記者會宣布退出台聯。2009年以無黨籍再連任新竹市議員，2014年以選區第二高票的6926票，四度當選市議員。2016年5月加入民主進步黨。2018年以選區第二高票的6789票，五度當選市議員。之後，獲選擔任民進黨黨團議會總召。

## 基金會
擔任丈夫昌禾營建機構董事長楊勝翔所創辦的昌禾教育基金會執行長，基金會曾發起多場城市論壇。

## 主要著作

### 碩士論文
- 《熱門財委會─從一支籤看國會金權政治》，指導教授：周陽山、胡遜，1999年，國立台灣大學新聞研究所。[13]

## 外部連結
- 新竹市議員李妍慧的Facebook專頁
- 妍慧李的Facebook專頁
- YouTube上的李妍慧頻道
- 新竹市議會 （页面存档备份，存于）
- 議員資訊 李妍慧 （页面存档备份，存于）
- 新竹幸福代言人 李妍慧
- 新竹市議員李妍慧部落格